# 남원 실상사 수철화상탑
남원 실상사 수철화상탑(南原 實相寺 秀澈和尙塔)은 전북특별자치도 남원시 실상사에 있는, 남북국 시대 신라의 승탑이다. 1963년 1월 21일 대한민국의 보물 제33호로 지정되었다.

## 개요
실상사 안에 있는 극락전을 향하여 그 오른쪽에 서 있는 탑으로, 수철화상의 사리를 모셔 놓은 사리탑이다. 수철화상은 신라 후기의 승려로, 본래 심원사(深源寺)에 머물다가 후에 실상사에 들어와 이 절의 두번째 창건주가 되었다. 진성여왕 7년(893)에 77세로 입적하니, 왕은 그의 시호를 ‘수철화상’이라 하고, 탑 이름을 ‘능가보월’이라 내리었다.
탑은 신라 석조부도의 전형적인 양식인 8각의 평면을 기본으로 삼아 맨 아래 바닥돌에서 지붕까지 모두 8각을 이루고 있다.
기단(基壇)은 아래받침돌에 구름과 용무늬와 사자가 새겨져 있으나 마멸이 심하다. 윗받침돌에는 솟은 연꽃무늬가 삼중으로 조각되어 둘러져 있다. 8각의 탑몸은 모서리마다 기둥 모양이 새겨져 있고, 각 면에는 문(門) 모양과 사천왕상(四天王像)이 새겨져 있다. 지붕돌은 얇고 경사가 완만하며, 처마부분에는 엷은 곡선을 이루고 서까래를 새겼다. 지붕 경사면에는 기와골을 표시하였고, 그 끝에는 막새기와까지 표현함으로써 목조건축의 지붕 양식을 충실히 모방하였다. 꼭대기에는 몇 층의 단이 있고, 그 위에 원형이 작은 돌에 있을 뿐 모두 없어졌다. 
탑 옆에 탑비가 있어서 이 탑의 주인공을 비롯한 여러 관련된 내용을 알 수 있다. 비문에 의하면, 수철화상이 진성여왕 7년(893년)에 입적한 것으로 추정되고 있다.

## 같이 보기
- 실상사

## 참고 자료
- 남원 실상사 수철화상탑 - 국가유산청 국가유산포털